# Gruppo Verde Liberale
Il Gruppo Verde Liberale è un gruppo parlamentare svizzero formatosi nel 2011. Nella 52ª legislatura include 11 parlamentari, di cui 10 Consiglieri nazionali e 1 Consigliere agli Stati, tutti appartenenti al Partito Verde Liberale.

## Composizione storica
Nelle legislature precedenti, le dimensioni del gruppo erano le seguenti:
| Legislatura | Seggi al Consiglio nazionale | Seggi al Consiglio degli Stati |
| ----------- | ---------------------------- | ------------------------------ |
| 49ª         | 12 / 200                     | 2 / 46                         |
| 50ª         | 8 / 200                      | 0 / 46                         |

## Presidenti
I presidenti del gruppo dal 2011 a oggi sono stati i seguenti:
| Presidente           | Entrata in carica |
| -------------------- | ----------------- |
| Tiana Angelina Moser | 2011              |
| Corina Gredig        | 2023              |